# Giải bóng đá vô địch quốc gia Turkmenistan 2015
Giải bóng đá vô địch quốc gia Turkmenistan 2015 hay Ýokary Liga 2015 là mùa giải thứ 23 của giải bóng đá chuyên nghiệp Turkmenistan. Giải khởi tranh ngày 5 tháng 3 năm 2015 với vòng đấu đầu tiên và kết thúc vào tháng 11 năm 2015.

## Đội bóng
| Câu lạc bộ   | Địa điểm      | Sân vận động                  | Sức chứa | Huấn luyện viên                         |
| ------------ | ------------- | ----------------------------- | -------- | --------------------------------------- |
| Ahal         | Ahal Province | Sân vận động Ashgabat         | 20.000   | Guwançmuhammet Öwekow Boris Grigorýants |
| Altyn Asyr   | Ashgabat      | Sân vận động Ashgabat         | 20.000   | Ýazguly Hojageldiýew                    |
| Aşgabat      | Ashgabat      | Sân vận động Ashgabat         | 20.000   | Amanklyç Koçumow Tofik Şukurow          |
| Balkan       | Balkanabat    | Sân vận động Thể thao Toplumy | 10.000   | Ali Gurbani                             |
| Daşoguz      | Daşoguz       | Sân vận động Thể thao Toplumy | 10.000   | Ilgiz Abdyrahmanow                      |
| Hazyna       | Ashgabat      | TSIEM Stadium                 | 1.000    | Ahmet Agamyradow                        |
| HTTU Aşgabat | Ashgabat      | Sân vận động HTTU             | 1.000    | Röwşen Meredow                          |
| Energetik    | Mary          | Baýramaly sport desgasy       | 3000     | Rahym Gurbanmämmedow                    |
| Merw         | Mary          | Sân vận động Thể thao Toplumy | 10.000   | Magtym Begenjow                         |
| Şagadam      | Türkmenbaşy   | Sân vận động Şagadam          | 5.000    | Rejepmyrat Agabaýew                     |

## Bảng xếp hạng
| XH | Đội            | Tr | T  | H  | T  | BT | BB  | HS  | Đ  | Lên hay xuống hạng               |
| -- | -------------- | -- | -- | -- | -- | -- | --- | --- | -- | -------------------------------- |
| 1  | Altyn Asyr (C) | 36 | 29 | 5  | 2  | 81 | 21  | +60 | 92 | Tham gia Vòng bảng Cúp AFC 2016  |
| 2  | Balkan         | 36 | 20 | 8  | 8  | 75 | 36  | +39 | 68 | Tham gia 2016 AFC Play-off Stage |
| 3  | Aşgabat        | 36 | 18 | 5  | 13 | 57 | 42  | +15 | 59 |                                  |
| 4  | Şagadam        | 36 | 16 | 10 | 10 | 59 | 36  | +23 | 58 |                                  |
| 5  | Ahal           | 36 | 16 | 10 | 10 | 67 | 54  | +13 | 58 |                                  |
| 6  | HTTU           | 36 | 12 | 10 | 14 | 50 | 54  | −4  | 46 |                                  |
| 7  | Hazyna (R)     | 36 | 12 | 8  | 16 | 54 | 52  | +2  | 44 | Xuống hạng 2016 Birinji Ligasy   |
| 8  | Merw           | 36 | 11 | 9  | 16 | 39 | 50  | −11 | 42 |                                  |
| 9  | Energetik      | 36 | 5  | 10 | 21 | 27 | 74  | −47 | 25 |                                  |
| 10 | Daşoguz        | 36 | 3  | 3  | 30 | 16 | 106 | −90 | 12 |                                  |

Cập nhật đến 18 tháng 12 năm 2015
Nguồn: Giải bóng đá vô địch quốc gia Turkmenistan table
Quy tắc xếp hạng: 1. Điểm; 2. Hiệu số bàn thắng; 3. Số bàn thắng.
(VĐ) = Vô địch; (XH) = Xuống hạng; (LH) = Lên hạng; (O) = Thắng trận Play-off; (A) = Lọt vào vòng sau. 
Chỉ được áp dụng khi mùa giải chưa kết thúc: 
(Q) = Lọt vào vòng đấu cụ thể của giải đấu đã nêu; (TQ) = Giành vé dự giải đấu, nhưng chưa tới vòng đấu đã nêu.

## Kết quả
| Nhà \ Khách[1] | AHA | ALT | ASH | BAL | DAS | ENG | HAZ | HTT | MER | SAG |
| Ahal           |     | 0–1 | 1–0 | 3–1 | 4–0 | 6–0 | 3–2 | 0–1 | 1–1 | 1–1 |
| Altyn Asyr     | 1–1 |     | 1–0 | 2–1 | 4–0 | 4–0 | 2–0 | 4–1 | 2–2 | 1–2 |
| Aşgabat        | 1–3 | 0–1 |     | 2–0 | 3–0 | 4–1 | 0–1 | 4–1 | 1–0 | 2–1 |
| Balkan         | 4–1 | 1–3 | 1–0 |     | 8–0 | 3–0 | 4–0 | 4–0 | 3–2 | 1–1 |
| Daşoguz        | 1–4 | 0–4 | 0–3 | 0–6 |     | 1–1 | 2–1 | 0–3 | 0–1 | 0–4 |
| Energetik      | 1–1 | 1–4 | 1–2 | 1–1 | 2–0 |     | 0–2 | 3–1 | 0–0 | 2–3 |
| Hazyna         | 0–0 | 1–2 | 1–1 | 1–2 | 4–0 | 4–1 |     | 1–1 | 2–1 | 2–1 |
| HTTU           | 2–3 | 0–2 | 0–4 | 1–0 | 1–0 | 0–0 | 2–0 |     | 1–0 | 1–2 |
| Merw           | 2–3 | 0–3 | 2–1 | 1–1 | 2–0 | 1–1 | 2–1 | 1–1 |     | 1–0 |
| Şagadam        | 1–1 | 0–0 | 1–0 | 2–2 | 5–2 | 3–0 | 1–2 | 1–2 | 2–0 |     |

| Nhà \ Khách[1] | AHA | ALT | ASH | BAL | DAS  | ENG | HAZ | HTT | MER | SAG |
| Ahal           |     | 0–2 | 2–5 | 1–4 |      | 2–0 | 3–3 | 2–2 | 1–0 | 1–3 |
| Altyn Asyr     | 1–1 |     | 2–1 | 1–0 | 3–0  |     | 3–1 | 0–2 | 2–1 | 1–1 |
| Aşgabat        | 3–0 | 1–2 |     | 3–3 | 3–1  | 1–0 | 1–1 | 1–0 | 3–0 | 1–1 |
| Balkan         | 3–2 | 0–2 | 2–1 |     | 0–0  | 4–0 | 2–0 | 1–1 | 4–0 | 1–2 |
| Daşoguz        | 2–1 | 0–5 | 0–1 | 0–0 |      | 1–1 | 0–1 | 1–0 | 1–2 | 0–2 |
| Energetik      | 1–5 | 0–3 | 0–0 | 0–2 | 2–1  |     | 2–0 | 2–1 | 1–2 | 1–3 |
| Hazyna         | 3–3 | 1–2 | 6–1 | 2–3 | 3–0  | 4–1 |     |     | 2–0 | 0–0 |
| HTTU           | 1–1 | 2–5 | 4–3 | 1–2 | 10–0 | 1–1 | 0–0 |     | 2–1 | 1–0 |
| Merw           | 0–1 | 0–2 | 1–2 |     | 2–1  | 2–0 | 4–1 | 2–2 |     | 2–1 |
| Şagadam        | 2–0 | 0–1 |     | 0–1 | 5–0  | 1–1 | 3–2 | 3–1 | 1–1 |     |

## Vua phá lưới

### Hat-trick
| Cầu thủ                 | Đội bóng | Đối thủ   | Kết quả | Ngày                |
| ----------------------- | -------- | --------- | ------- | ------------------- |
| Altymyrat Annadurdyýew4 | Ahal     | Energetik | 6–0     | 6 tháng 3 năm 2015  |
| Myrat Ýagşyýew4         | Balkan   | Hazyna    | 4–0     | 16 tháng 5 năm 2015 |
| Altymyrat Annadurdyýew  | Ahal     | Aşgabat   | 3–1     | 4 tháng 7 năm 2015  |
| Begli Meredow           | Ahal     | Daşoguz   | 4–0     | 8 tháng 7 năm 2015  |
| Berdi Şamyradow         | Ashgabat | Ahal      | 5–3     | 26 tháng 9 năm 2015 |

- 4 Cầu thủ ghi 4 bàn